# Idioma kuvale
El kuvale es una lengua bantú del sur que se habla en Angola , en medio de una gran zona de habla umbundu . Tradicionalmente se ha considerado un dialecto del herero ; sin embargo, Maho (2009) lo ha trasladado de la Zona bantú R.30 a la Zona R.10, que incluye el umbundu y algunas lenguas más pequeñas. Ngendelengo puede ser una lengua distinta.

## Otras lecturas
- Fehn, Anne-Maria (2019). «Kuvale: A Bantu language of southwestern Angola». Journal of African Languages and Linguistics 40 (2): 235-270. doi:10.1515/jall-2019-0010.
- Jordan, Linda. "A Comparison of Five Speech Varieties of Southwestern Angola". In: Journal of Language Survey Reports. SIL Electronic Survey Reports 2015-017 (2016)